# La Colère du tueur
La Colère du tueur (Logan's War: Bound by Honor aux États-Unis ; La Vengeance au Québec) est un téléfilm d'action américain sorti en 1998.

## Synopsis
Des criminels tuent la famille du jeune Logan Fallon (Eddie Cibrian), qui est ensuite élevé par son oncle Jake Fallon (Chuck Norris). Celui-ci montre à Logan comment se battre, et lui apprend l'usage des armes à feu. Devenu adulte, Logan décide de s'engager dans l'armée pour se venger et tuer les assassins de sa famille.

## Fiche technique
- Directeur de la photographie : Karl Kases
- Scénario : Aaron et Chuck Norris
- Musique par : Christopher L. Stone
- Produit par : Leon Ortiz-Gil et Bill Luciano
- Designer de production : Ruben Freed,
- Budget : 3.2 millions de dollars
- Producteurs exécutifs :  Chuck Norris  et Aaron Norris.
- Durée : 90 min

## Distribution
- Chuck Norris (VF : Bernard Tiphaine) : Jake Fallon
- Eddie Cibrian (VF : Laurent Morteau) : Logan Fallon
- Joe Spano (VF : Gérard Rinaldi) : Agent spécial John Downing
- Jeff Kober (VF : François Leccia): Sal Mercado
- R. D. Call (VF : Alain Dorval) : Albert Talgorno
- Brendon Ryan Barrett : Logan Fallon (à l'âge de dix ans)
- James Gammon : Ben
- Vinnie Curto : Johnny
- Devon Michael : Jesse Ridgeway